# Нагибин, Владимир Владимирович
Влади́мир Влади́мирович Наги́бин (12 октября 1981, Ленинград) — российский футболист, полузащитник.

## Карьера

### Игровая
Воспитанник СДЮСШОР «Зенит». Профессиональную карьеру начал в «Зените». Провёл за главную команду 12 игр в высшем дивизионе (2000), 4 игры в Кубке Интертото 2000 — забил 1 гол в ворота словенского клуба «Приморье»; 89 игр, 8 мячей в «Зените-2» во втором дивизионе (1999—2003); 27 игр, 5 голов за дублирующую команду (2001) в турнире дублёров. В 2002—2005 годах выступал на правах аренды за липецкий «Металлург». Затем играл за «Сибирь» Новосибирск (2006—2007), «КАМАЗ» Набережные Челны (2008), «Север» Мурманск (2010—2012).

### Тренерская
Имеет лицензию тренера по футболу категория «С».
С 2016 по 2017 год работал тренером детских команд в клубе «Владимирский экспресс» (Санкт-Петербург).
С 2017 года работает детским тренером в ДЮСШ «Звезда» (Санкт-Петербург).

## Личная жизнь
Женат, двое детей. Первая жена — дочь тренера Анатолия Давыдова, в 2006 году родился ребёнок.

## Достижения
- Финалист Кубка Интертото (2000).